# Заяд Рафік Бейдун
Заяд Рафік Бейдун (араб. زياد رفيق بيضون; 9 грудня 1924, Бейрут, Ліван — 7 березня 1998, Бейрут, Ліван) — ліванський нафтовий геолог, провідний член «Спілки геологів Близького Сходу» і заслужений професор Американського університету в Бейруті (АУБ).

## Життя та освіта
Заяд («Дон») Бейдун, народився в Бейруті в 1924 році, був з поважної родини Муташаріфів, які служили в Османській імперії. Він був старшим сином губернатора округу в Палестині за мандатом Великої Британії. Здобув освіту в школі Святого Георгія, Єрусалим та школі Святого Луки, Хайфа. Він повернувся до Бейруту, щоб отримати магістерський ступінь політології та історії в АУБ. Потім навчався в коледжі Святого Петра в Оксфорді, де здобув ступінь доктора геології.

## Рання кар'єра в Іракській нафтовій компанії

### Сирія, Ірак, Катар та Приморське узбережжя 1948—1953
27 серпня 1948 року він приєднався до Іракської нафтової компанії (ІНК) в якості геолога-розвідника з виїзною партією на чолі з Майком Мортоном на північному заході Сирії. Бейдун був багатомовним, розмовляв арабською, англійською, французькою та турецькою мовами і провів наступні 15 років, працюючи в компанії над її нафтовими зонами концесій на Близькому Сході. З 1949 по 1951 рік він був польовим геологом та геологом-резидентом у різних асоційованих компаніях ПБІ (Профілактика та боротьба з інфекціями): «Катар Петролеум» (Qatar Petroleum Company), «Мосул Петролеум» (Mosul Petroleum Company) і «Петролеум Девелопмент» (Petroleum Development), де він був геологом-резидентом свердловини «Рас-Садра № 1». У 1951 році пішов до нафтової компанії «Басраг» (Basrah), а в 1952 році був польовим геологом і резидентом нафтової компанії «Мосул» (Mosul) на полі Айн Залаг (Ain Zalah).

### Південно-західна Аравія 1953—1958

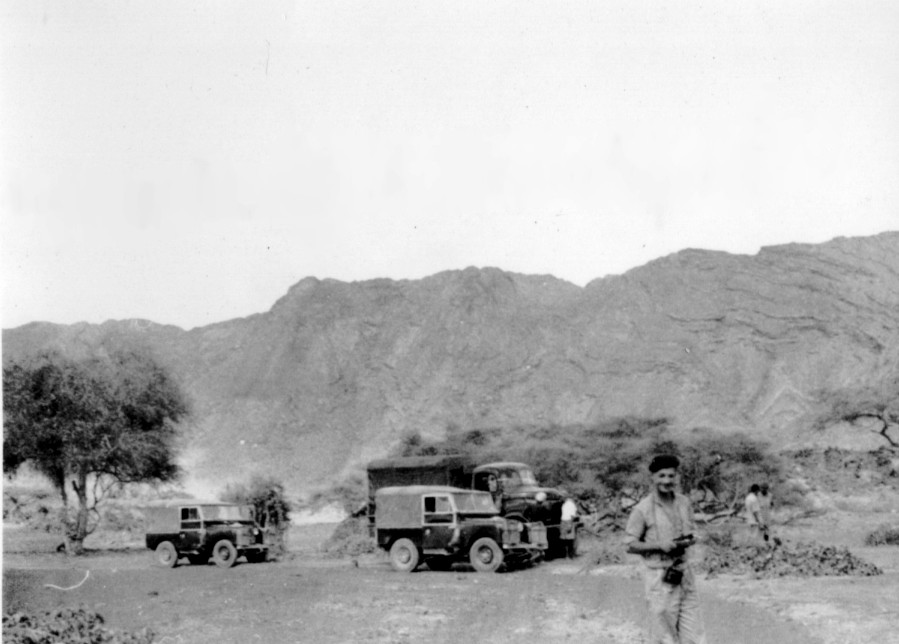
Заяд Бейдун на південному заході Аравії, 1953

У 1953 році Бейдун провів неабияке опитування на острові Сокотра, острові, повному малярії та племінних інтриг. Пізніше в цьому році він розпочав свою асоціацію з нафтовими концесіями «Петролеум». Компанія, ще одна асоційована особа ПБІ, була створена для вивчення території, яка була слабко відома як «Хадрамаут», в сучасному Ємені. Керівником геологічної партії був його старий наставник Майк Мортон. Коли Мортона викликали для участі в висадці Дукма в Омані, Бейдун взяв на себе партію і керував нею послідовно до 1958 року. ПБІ вийшов з Хадрамаута в 1961 року, але Бейдун продовжував публікувати книги та статті з геології Ємену. По поверненню в Оксфорд Бейдун закінчив докторську ступінь на основі польових робіт у цій країні.

## Кар'єра в нафтовій промисловості та науці
Після приєднання до ПБІ Бейдун був направлений до Катару, але після скорочення операцій компанії він був відряджений до фірми Калуста Гулбенк'яна, Партекс. У 1963 році він повернувся до Лівану, обійнявши посаду асистента професора АУБ і виконуючи обов'язки радника геології Міністерства національної економіки. У 1966 році взяв на себе керівництво оціночними дослідженнями Близького Сходу та Північної Африки «Марафон нафти», повернувшись до АУБ в 1970 році як професор геології, зберігаючи консультативну роль у «Марафоні нафти».
У 1977 році Бейдун та його колеги з АУБ створили Ліванське геологічне товариство. У 1983 році він одружився з Мунтахою Сагіє (видатним археологом). У 1987 році він став науковим керівником проекту Світового банку / ПРООН щодо вуглеводнів у Червоному морі та Аденській затоці. У 1990 році він був керівником експедиції Оксфордського університету на півночі Ємену, яка провела геологічне дослідження Колана в провінції Хаджа. У 1992 році його було призначено почесним професором АУБ.

## Книги та нагороди
Заяд Бейдун багато писав про геологію Близького Сходу, з численними книгами та статтями (див. вибрану бібліографію нижче), включаючи «Стратиграфію та структуру Східного Аденського протекторату» (1964) та «Близький Схід: регіональна геологія та нафтові ресурси» (1998). У 1994 році він отримав медаль Вільяма Сміта від Лондонського геологічного товариства за «видатні досягнення в галузі нафтової геології». Він пожартував, що добре отримати медаль ще за його життя. У 1995 році урядом Лівану він був нагороджений медаллю «Національний орден кедра» за «відзнаку за геологічні дослідження та дослідження». Меморіальна премія Заяда Бейдуна присуджується щороку на щорічному з'їзді Американської асоціації нафтових геологів як визнання кращої сесійного доповіді, представленої на Міжнародній конференції попереднього року.
Заяд Бейдун помер 7 березня 1998 року. Наприкінці вересня того ж року прем'єр-міністр Ємену вручив дружині Заяда Бейдуна Республіканську наукову медаль, нагороджену посмертно йому в знак визнання його унікального внеску у вивчення єменської геології.

### Вибрана бібліографія
- «Конспект геології Східного Аденського протекторату». Звіт 21-го. Міжнародний геологічний конгрес, Копенгаген,1960 рік.
- Геологічна карта Східного Аденського протекторату, Британська дирекція заморських досліджень,1963 рік.
- «Стратиграфія та структура Східного Аденського протекторату, заморська геологія та мінеральні ресурси»[7], Лондон,1964 рік.
- «Східний Аденський протекторат і частина Дуфара», Геологія Аравійського півострова, США Професій. Папір 560Н, 49 стор. Вашингтон, округ Колумбія, 1966 рік.
- «Південна Аравія та Північне Сомалі: порівняльна геологія», Філ. Транс. Королівське товариство Лондон,1970 рік.
- «Геологія острова Сокотра, Аденська затока» Щоквартальний журнал Геологічного товариства, Лондон,1970 рік.
- «Аденська затока та Північно-Західне Аравійське море», Океанські басейни та причали, 6, Індійський океан, Нью-Йорк,1982 рік.
- «Нафтові ресурси Близького Сходу: огляд», Журнал нафтової геології, 1986 рік.
- «Близький Схід: регіональна геологія та нафтові ресурси», Наукова преса, Біконсфілд, Велика Британія, 292 с. 1988 рік.
- «Вуглеводневі перспективи Аденського затоки Червоного моря: огляд», Журнал нафтової геології, 1989 рік.
- «Потенціал вуглеводнів у глибоких (домезозойських) формаціях у країнах Арабських країн Близького Сходу», Продовжуючи семінар OAPEC / ADNOC про глибокі формації в арабських країнах: Вуглеводневий потенціал та методи розвідки, Абу-Дабі, жовтень 1989 рік.
- «Геологія та потенціал вуглеводневої аравійської пластини — тектонічний підхід плит», «Вивчення геології», 1990 рік.
- «Геологія та потенціал вуглеводневої аравійської плити — тектонічний підхід плит», Геологічні дослідження, Американська асоціація нафтових геологів, 1991 рік.
- «Аденська затока Червоного моря: переоцінка потенціалу вуглеводнів», Морська та нафтова геологія, (разом із Сікандером, А. Х.,), 1992 рік.
- «Аденська затока Червоного моря: біостратиграфія, літостратиграфія та палеосередовища», Журнал нафтової геології, 1992 рік.
- «Формація Кішн, Ємен: літофації та середовище існування вуглеводнів», Морська та нафтова геологія, 1993 рік.
- «Геологічна еволюція та вуглеводневий потенціал глибоких пластів у країнах Близького Сходу Арабські Республіки. Перехід до другого семінару про вуглеводневий потенціал глибоких пластів в арабських країнах», Каїр, жовтень 1994 рік.
- «Продуктивні близькосхідні кластичні водойми: їх відкладення та походження вуглеводнів: аналіз осадових фацій», А. Г. Плінт, спеціальна публіка. Міжнародна асоціація седиментологів,1995 рік.
- «Осадові басейни Єменської Республіки: їх структурна еволюція та геологічні характеристики», Франсуа дю Петроле.
- «Осадження рифтів і тектоніка в Червоному морі та Аденській затоці», Журнал нафтової геології, 1996 рік.
- «Вступ до переглянутої мезозойської стратиграфії та номенклатури для Ємену», Морська та нафтова геологія, 14, спеціальний випуск про Ємен, 1997 рік.